# Louredo (Paredes)
Louredo is een plaats (freguesia) in de Portugese gemeente Paredes en telt 1364 inwoners (2001).